# Miljøstyrelsen
Miljøstyrelsen är en myndighet i Danmark som ligger under Miljø- og Ligestillingsministeriet och har sitt huvudkontor i Odense. Den har som syfta att för kommande generationer säkra rent vatten och luft och rik natur. Det ska också återupprätta biodiversitet och ekosystem och bidra till säkra produkter. Den ska skapa balans mellan samhällets utveckling och natur och miljöskydd.
Under styrelsen ligger centra för vatten- och havsnatur, klimatanpassning, säker kemi, grön produktion och cirkulär ekonomi samt Kystdirektoratet och Direktion & Kommunikation. Styrelsen låg fram till 2018 i Köpenhamn.
Förutom i Odense har den även kontor i Lemvig, Slagelse, Sønderborg och Ålborg.